# Gong fatale
Gong fatale (Whiplash) è un film noir del 1948 diretto da Lewis Seiler.